# Xã Skandia, Quận Barnes, Bắc Dakota
Xã Skandia (tiếng Anh: Skandia Township) là một xã thuộc quận Barnes, tiểu bang Bắc Dakota, Hoa Kỳ. Năm 2010, dân số của xã này là 40 người.